# Marcelin (imię)
Marcelin – imię męskie pochodzenia łacińskiego, utworzone od imienia Marceli za pomocą sufiksu oznaczającego przynależność lub pochodzenie. Istniało wielu świętych o tym imieniu. 
Żeński odpowiednik: Marcelina
Kościół katolicki notuje licznych świętych o tym imieniu.
Marcelin imieniny obchodzi: 2 stycznia, 9 stycznia, 6 kwietnia, 20 kwietnia, 2 czerwca, 9 sierpnia i 27 sierpnia.
Znane osoby noszące imię Marcelin:
- Marcelino Gavilán y Ponce de León (1909–1999) – hiszpański jeździec sportowy, srebrny medalista olimpijski z Londynu (1948)